# Studenci (Maribor)

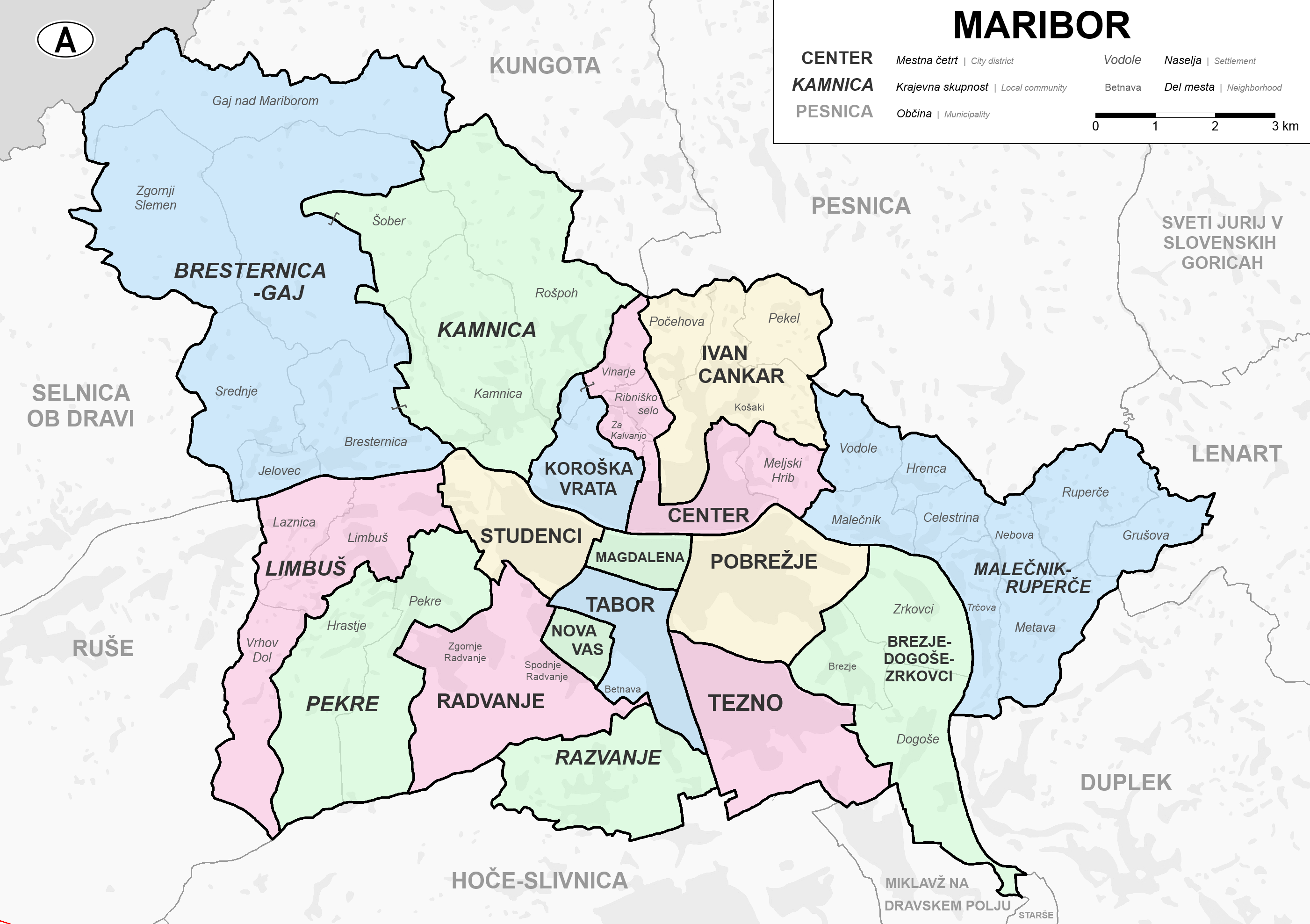
Stadtbezirke und Ortsgemeinschaften von Maribor

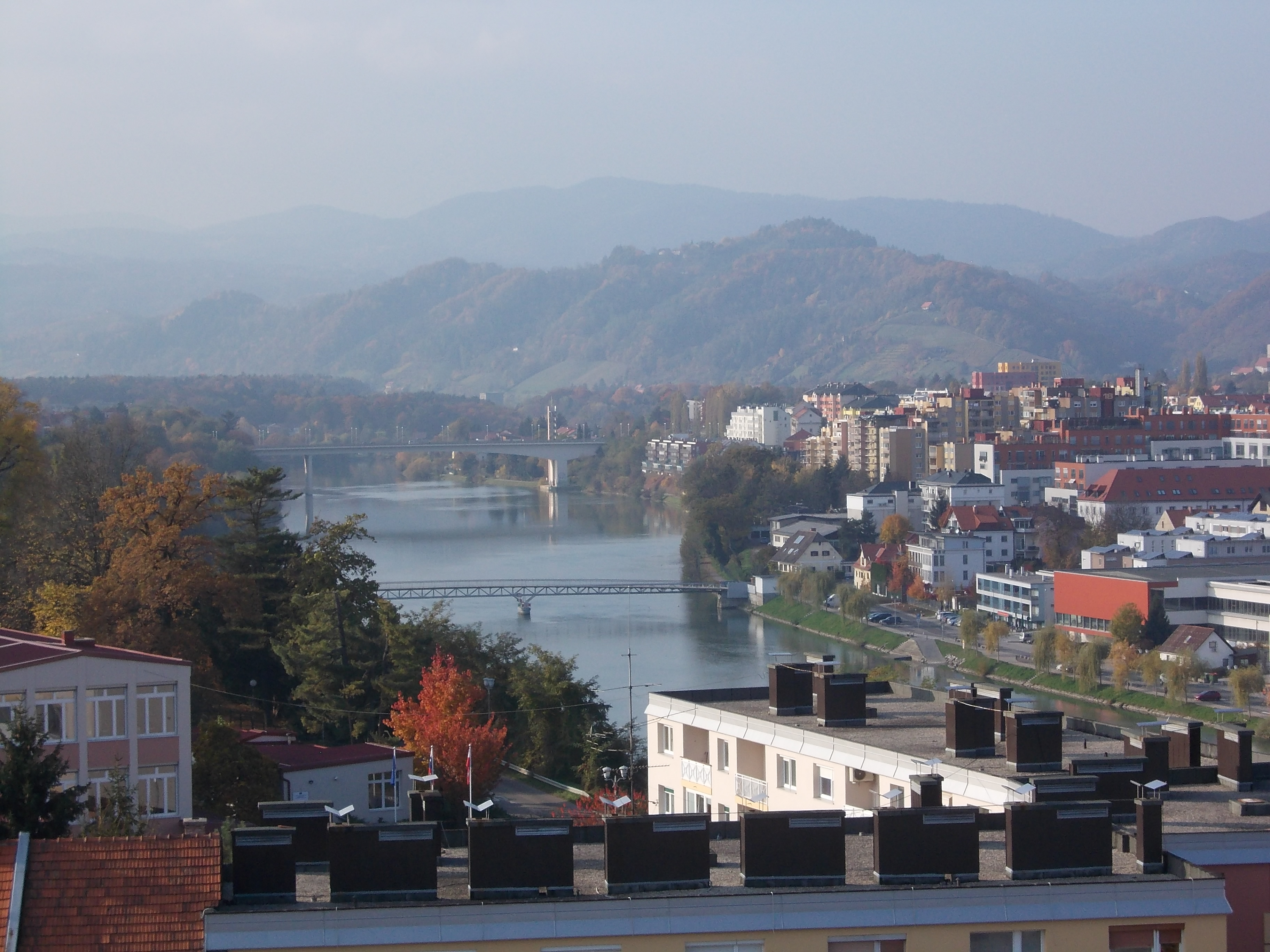
Draubrücken bei Maribor-Studenci. Studenška brv und Koroški most

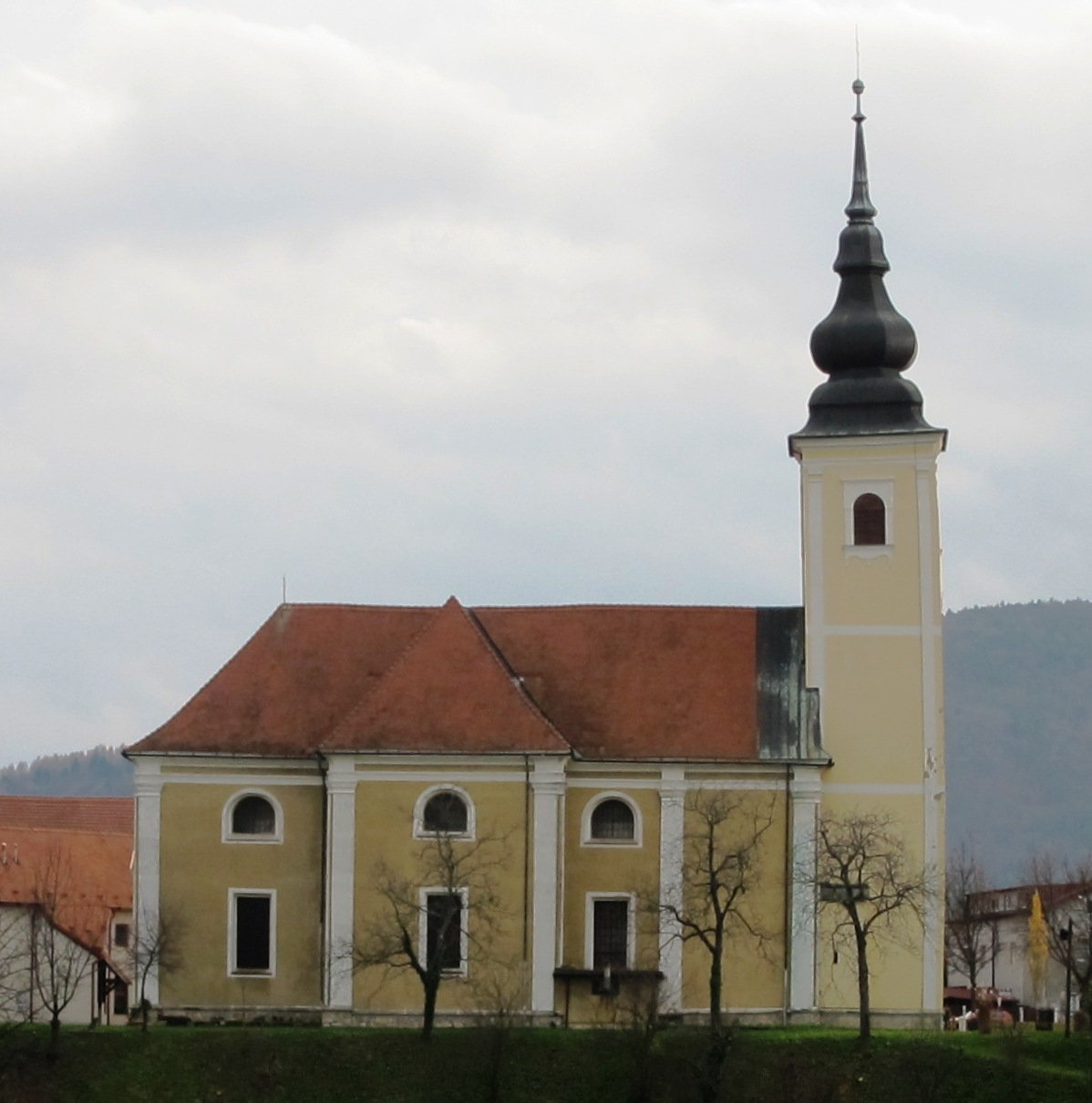
Cerkev sv. Jožefa, Studenci

Mestna četrt Studenci, Kurzform: MČ Studenci (deutsch Stadtbezirk Studenci) ist der Name eines Stadtbezirks  in der slowenischen Stadtgemeinde Maribor (Marburg an der Drau).

## Lage
Der Bezirk liegt südlich der Drau auf der Höhe der Drauinsel Mariborski otok und östlich davon. Auf der anderen Seite der Drau liegen die Bezirke Kamnica und Koroška vrata. Er grenzt im Westen an Limbuš, im Südwesten an Pekre, im Süden an Radvanje, im Südosten an Tabor und im Osten an Magdalena.
Studenci ist mit dem Stadtbezirk Koroška vrata am linken Ufer der Drau über die Brücke Koroški most (deutsch: Kärntner Brücke) und die Fußgängerbrücke Studenška brv (deutsch: Studenci-Steg) verbunden.

## Geschichte
Studenci, früher ein Dorf außerhalb von Maribor, wird erstmals um 1100 unter dem Namen Brunndorf erwähnt. Der heutige Name Studenci ist abgeleitet von dem slowenischen Wort für Quelle, Brunnen studenec.
Studenci wurde in der zweiten Hälfte des 19. Jahrhunderts mit dem Bau der Kärntner Eisenbahn und den Werkstätten der Südbahn (1863) Teil des Wirtschaftsraums Maribor. Das Dorf war durch die Josefstraße (Jožefova cesta, heute Ruška cesta), benannt nach der Ortskirche mit der Stadt Marburg verbunden.

## Bauwerke
- Bahnhof Maribor-Studenci, erbaut im Jahr 1863 als Kärntner Bahnhof der Kärntner Eisenbahn mit ebenerdiger Wartehalle und Lagerhalle[3][4]
- St. Joseph-Kirche aus dem Anfang des 18. Jahrhunderts
- Koroški most (deutsch: Kärntner Brücke), Teil der Westumgehung von Maribor und eröffnet 1996, überquert die Drau zwischen Studenci und  Koroška vrata.[5]
- Studenška brv (deutsch: Studenci-Steg), Fußbrücke zwischen Studenci und Koroška vrata.